# Jakob Büchler
Pour les articles homonymes, voir Büchler.
Jakob Büchler, né le 29 mai 1952 à Schänis, est une personnalité politique suisse, membre du Parti démocrate-chrétien.

## Biographie
Après avoir été élu de 1988 à 2003 au Grand Conseil du canton de Saint-Gall (qu'il préside pendant la session 2002-2003), il est élu le 19 octobre 2003 comme député au Conseil national. À ce poste, il fait partie de plusieurs commissions, dont en particulier la commission de la politique de sécurité qu'il préside.

## Sources
- (de) Cet article est partiellement ou en totalité issu de l’article de Wikipédia en allemand intitulé « Jackob Büchler » (voir la liste des auteurs).